# Villa Cerro
Villa Cerro è una frazione del comune di Rezzoaglio.

## Geografia fisica
La frazione è ubicata ad 801 metri sul livello del mare, a pochi chilometri da Rezzoaglio. La Strada statale più vicina è la SS 586.

## Storia
Secondo i documenti storici, nel 1549 è detta Lo Cerro, nel 1692 e nel 1853 Cerro.
Dopo il periodo napoleonico nel 1815 Cerro, entrò a far parte del Regno di Sardegna nella provincia di Bobbio, poi dopo il 1859 e l'Unità d'Italia nel circondario di Bobbio assegnato alla nuova provincia di Pavia, quindi dal 1923 al 1926 nel circondario di Chiavari dell'allora provincia di Genova, nel Regno d'Italia.
Il toponimo significa luogo del Cerro o querciolo,  ed in avetano si pronuncia Zéru o Seru.

## Società

### Evoluzione demografica
Gli abitanti di questa frazione, immersa nel contesto rurale del Parco naturale regionale dell'Aveto, sono meno di 50 (fissi). Nella stagione estiva il numero cresce e arriva vicino al centinaio.